# Daoyin yangsheng gong
 (décembre 2010).
Si vous disposez d'ouvrages ou d'articles de référence ou si vous connaissez des sites web de qualité traitant du thème abordé ici, merci de compléter l'article en donnant les références utiles à sa vérifiabilité et en les liant à la section « Notes et références ».
Daoyin yangsheng gong (導引養生功) est une gymnastique traditionnelle de santé, une méthode de daoyin créée par le professeur Zhang Guangde (张广德) de l’Université des sports de Pékin. 
Reconnue en Chine, à la fois par le Ministère des Sports, le Ministère de la Santé, mais également par l'Association chinoise de wushu et la Chinese Health Qigong Association, cette méthode est enseignée dans les universités de sports dont celle de Pékin et les universités de médecine traditionnelle chinoise.

## Son but
Selon le professeur Zhang, son but est de fortifier la santé et de prolonger la vie (yangsheng). Son caractère particulier réside dans l'effort personnel que lui consacre celui qui le pratique, en combinant énergie vitale (qi 气), intention (yi 意) et mouvement (xing 行), dans un entraînement régulier à la fois physique et psychique.

## Description
Il s'agit d'une succession d'enchaînements de mouvements lents et continus. Chaque série comprend huit mouvements décomposés en huit phases (8 x 8) qu'on évitera de trop rapprocher aux 64 modalités de l'énergie telle qu'elle figure dans les 64 hexagrammes  六十四卦 du Yijing 易经 ; ce choix étant au minimum symbolique. Sa pratique, qui se veut régulière, journalière voir plus selon les pathologies, s'appuie sur la souplesse du mouvement associée à une respiration abdominale, lente, profonde, ténue et ininterrompue, guidée par l'intention (yi). 
Ses caractéristiques sont la combinaison du mouvement, de la respiration et de la concentration sur des points d’acupuncture ou des méridiens ainsi que mouvements de torsion en spirale pour stimuler les points situés aux poignets et aux chevilles. Le corps reste souple et détendu pendant tout l'exercice : les tensions sont progressives et ne durent qu'un bref instant; la détente du corps se différencie d'un "lâcher prise". Les mouvements s'enchaînent harmonieusement sans à coup ni arrêt.
Dans certaines séries on effectue des pressions avec les doigts et on masse les points d’acupuncture et les méridiens.
On peut bénéficier, dans certains hôpitaux chinois (notamment dans le Shanxi), de ses applications cliniques tant au niveau des défaillances des systèmes hormonal, coronarien ou nerveux, que des pathologies des articulations et des maladies chroniques (diabète).

## La méthode
La théorie principale repose sur les concepts de yin et yang 阴阳, wuxing (cinq mouvements 五行), de zangfu  (脏腑 : cinq organes trésors 五脏 et six viscères ateliers 六腑), de jingluo (les méridiens d'acupuncture 经络), de qi (气 l'énergie), de xue (血 le sang) et  de jinye (les liquides organiques 津液) et plus globalement de la médecine et des arts martiaux chinois (wushu 武术).
la méthode comprend deux systèmes :
- Le daoyin yangsheng gong (导引养生功) comprend plus de soixante dix formes (enchaînements) que l’on peut choisir pour la prévention et pour complément thérapeutique. Parmi ces formes :

Daoyin Baojian Gong – 导引保健功 : Daoyin pour préserver la santé (2 séries);

Shuxin Pingxue Gong – 舒心平血功 : Détendre le cœur et apaiser le sang (2 séries);

Yiqi Yangfei Gong – 益气养肺功 : Favoriser le qi et nourrir les poumons (2 séries);

Hewei Jianpi Gong – 和胃健脾功 : Harmoniser l’estomac et renforcer la rate (2 séries);

Yuzhen Buyuan Gong – 育真补元功 : Nourrir l’énergie tonifier le qi originel [reins] (2 séries);

Shugan Lidan Gong – 舒肝利胆功 : Détendre le foie et stimuler la vésicule biliaire (2 séries);

Shujin Zhuanggu Gong – 疏筋壮骨功 : Détendre les muscles et renforcer l’ossature (2 séries)

Xingnao Ningshen Gong – 醒脑宁神功 : Réveiller le cerveau et apaiser le mental;

Mingmu Huanshi Gong – 明目还视功 : Clarifier les yeux et retrouver une bonne vision;

Jiujiu Huantong Gong – 九九还童功 : Rajeunir en 99 séries;

49 shi Jingluo DongGong – 四十九式经络动功 : Faire circuler l’énergie des méridiens en 49 séries;

Sanxiao jiuzhi gong - 三消九治功 : Trois diabètes neuf traitements;

Yangxie buqi yishou gong - 养血补气益寿功 : Entretenir le sang et tonifier le qi pour prolonger la vie.

- Le yangsheng taiji est une forme de santé plus spécifique dans l'esprit du taijiquan (太极拳) mais sans son aspect martial, d'où l'appellation Taijizhang (太极掌) où la "paume" (掌) remplace le "poing" (拳).

Qiangxin yifei Taijizhang 1 – 强心益肺 太极掌 : Taijizhang pour fortifier le cœur et les favoriser les poumons;

Zigu bupi Taijizhang 2 – 滋肾补脾 太极掌 : Taijizhang pour nourrir les os les reins et la rate;

Shuganlidan Taijizhang 3 – 舒肝利胆 太极掌 : Taijizhang pour Détendre le foie et stimuler la vésicule biliaire.

- Il existe aussi des formes avec les armes traditionnelles :

Yangsheng Taijijian - 养生太极剑 (长、短袍) : Taiji de santé de l’épée;

Yangsheng Taijdao - 养生太极刀 : Taiji de santé du sabre;

Yangsheng Taiji Fan - 养生太极单扇 (双扇) : Taiji de santé de l’éventail (simple ou double);

Yangsheng Taijibang - 养生太极棒 : Taiji de santé du bâtonnet.

Dans ces deux systèmes, on utilise toujours le grand principe de la médecine traditionnelle chinoise : « Bian Zheng Lun Zhi », c’est-à-dire « différencier les syndromes afin de réaliser le soin ».
- Il existe aussi pour les personnes malades ou plus âgées des formes assises :

Zuoshi Qiangxin Gong - 坐势强心功 : Fortifier le cœur en position assise; 

Zuoshi baogan gong -坐势保肝功 : Entretenir le foie en position assise;

Zuoshi Yifei Gong - 坐势益肺功 : Favoriser les poumons en position assise;

Zuoshi Conger Gong – 坐势聪耳功 : Exercice assis pour l’ouïe fine;

Zuoshi anshen gong - 坐勢安神功 : Apaiser le mental en position assise;

Zuoshi Bupi gong - 坐势补脾功 : forme assise pour l’estomac et la rate;

Zuoshi jianshen gong - 坐势健身 : Fortifier le corps en position assise (2 séries);

Yishen Jiu DuanJin - 頤身九段錦 : Nourrir le corps avec les 9 brocarts en position assise;

Zuoshi Gujian gong – 坐势固坚功 : Travail de tonification en position assise;

Xing zhi gong - 坐势行滞功 : Disperser les stagnation en position assise;

Zuoshi chubi gong – 坐势除痹功 : Supprimer la paralysie en position assise;

Tongjing huoluo daoyin shi - 通经活络导引术 : Faire communiquer les méridiens en souplesse;

Ertong Jianshen cao - 儿童健身操 (坐势) : Renforcer la santé des enfants en position assise (forme assise).

## Exemple
Parmi les maladies du système respiratoire, la bronchite. Une des causes en est le blocage du méridien du Poumon, le blocage du Qi et la stase sanguine. Dégager le méridien du Poumon, éliminer le blocage du Qi et disperser les stases de sang constituent le principe à l’origine du mouvement dans l’enchaînement pour le Poumon.
En dehors du soin des méridiens associés  du Poumon et du Gros Intestin, il faut aussi prêter attention à la Rate et au Rein. En effet, selon la théorie des Wuxing, la rate correspond à la terre, le poumon au métal. La terre est la «mère» du métal et peut donc aider le poumon. En tonifiant la rate, on renforce le poumon c’est un principe important dans le soin du trouble respiratoire. C’est pourquoi dans Yi Qi Yang Fei Gong (enchaînement pour nourrir le Qi et tonifier le Poumon) il existe des mouvements pour tonifier la Rate. L'enchaînement pour la Rate peut être associé à l’enchaînement du Poumon afin d’agir sur les problèmes respiratoires.
Depuis 1974, il est devenu  un des qi gong les plus populaires en Chine et dans le monde. Le professeur Zhang Guang De a enseigné sa méthode dans plus de trente pays avec le souci de le rendre accessible à tous, bien portants, personnes âgées, malades.

## Articles Connexes
Qigong
Qigong Tuina
Médecine Traditionnelle Chinoise